# Pagani
Pagani là một đô thị (comune) thuộc tỉnh Salerno trong vùng Campania của Ý. Ispani có diện tích 8,3 km2, dân số là 1015 người (thời điểm ngày).